# Josef Berg (Fußballspieler)
Josef Berg (* 14. November 1936 in Aschheim; † 24. Februar 2023 in Taufkirchen) war ein deutscher Fußballspieler, der für FC Bayern München und den BC Augsburg aktiv gewesen ist.

## Karriere
Berg begann im Alter von 16 Jahren in der Jugendmannschaft des FC Bayern München, gehörte von der Saison 1954/55 bis 1956/57 der Ersten Mannschaft an und kam in seiner Premierensaison nur zu einem Punktspiel, in dem er allerdings auch ein Tor erzielte. Das Punktspiel bestritt er am 1. Mai 1955 (30. Spieltag) bei der 1:3-Niederlage im Auswärtsspiel gegen den VfB Stuttgart, in dem er den Anschlusstreffer zum 1:2 in der 68. Minute erzielte. Aufgrund des schlechten Abschneidens stieg er mit dem FC Bayern München erstmals – und einmalig bis heute – in die 2. Oberliga Süd ab. In dieser trug er mit sechs Toren in 28 Punktspielen zur Rückkehr in die Oberliga Süd bei. Nach einer weiteren Spielzeit, in der er vier Tore in 27 Punktspielen erzielte, wechselte er zur Saison 1957/58 zum Ligakonkurrenten BC Augsburg. Am Ende der Folgesaison stieg er jedoch mit der Mannschaft ab und erst zur Saison 1961/62 wieder auf. Nachdem die Klasse als Elftplatzierter gehalten werden konnte, beendete er seine aktive Fußballkarriere.

## Erfolge
- Süddeutscher A-Jugendmeister 1953

## Ableben
Berg verstarb im Februar 2023 im Alter von 86 Jahren in Taufkirchen.